# 3М9
3М9 (за класифікацією НАТО — SA-6A) — радянська зенітна керована ракета зенітного ракетного комплекса 2К12 «Куб».

## Історія створення
Створення ракети 3М9 для ЗРК 2К12 «Куб» велося паралельно із зенітною керованою ракетою 3М8 для ЗРК 2К11 «Круг». Розробкою ракети загалом займалося Державне машинобудівне конструкторське бюро «Вимпел» під керівництвом І. І. Торопова. Напівактивну головку самонаведення конструював Науково-дослідний інститут приладобудування, роботами керували головні конструктори Ардаліон Растов та Ю. М. Вєхов. Із 1960 року роботи очолив Йосиф Акопян. Через високі вимоги до комплексу в цілому розробка ракети велася з великими труднощами. Вирішення проблем прогару камери згоряння маршевого двигуна та скидання великогабаритного оперення затягували строки робіт. Заміна керівного складу не прискорила розробку і перші пуски ракет розпочалися лише 1963 року. У ході випробувань було виявлено низьку надійність головки самонаведення, через що у вересні 1963 року запуски було зупинено. Програму випробувань маршевого двигуна ракети теж не виконано. Перший успішний запуск ракети з бойовою частиною відбувся у квітні 1964 року. В результаті державні випробування ракети та комплексу в цілому пройшли із дворічним запізненням у порівнянні із ЗРК 2К11 «Круг». Після випробувань, ракета 3М9 була прийнята на озброєння у складі зенітного ракетного комплексу 2К12 «Куб».

## Опис конструкції
Зенітна керована ракета 3М9 призначена для використання у складі ЗРК 2К12 «Куб». Ракета 3М9 має два ступені з комбінованою рушійною установкою. У другому ступені розташований маршевий повітряно-реактивний двигун 9Д16К. Максимальний час роботи двигуна становить не більше 20 с при загальній масі палива 67 кг і довжиною 760 мм. Під час згоряння продукти паливного заряду потрапляють у камеру спалювання з чотирма повітрозабірниками, де незгорілі залишки догоряють. Під час роботи першого ступеня в камері знаходиться паливний заряд стартового двигуна, що складається з балістичного палива ВИК-2, масою 172 кг. На першому ступені знаходиться стартовий твердопаливний ракетний двигун для розгону до числа Маха 1,5. Після завершення роботи стартового ступеня відбувається відстріл внутрішньої частини соплового апарату для зміни геометрії сопла камери дозгорання під роботу маршового двигуна. Маршовий двигун розганяє ракету до числа Маха 2,8.
Ракета 3М9 виконується за конструктивною схемою «поворотне крило». Основною відмінністю від ЗКР 3М8 є наявність додаткових кермів на стабілізаторах ракети, що дозволяє зменшити розміри поворотних крил і застосувати легший пневматичний привод замість гідравлічного. У передній частині ракети розташована головка самонаведення 1СБ4, що захоплює і супроводжує ціль зі старту. Головка оснащена захистом від перешкод. За головкою самонаведення розташована осколково-фугасна бойова частина 3Н12 загальною масою 57 кг з радіопідривником 3Е27. Ракета дозволяє уражати цілі, що маневрують з перевантаженнями до 8g на дальностях від 6 до 22 км при висоті від 100 метрів до 15 км. У модифікованих версіях зона ураження була розширена максимальною дальністю до 25 км, а висотою ураження — до 18 км. Мінімальні межі запуску зенітної керованої ракети також було зменшено за дальністю до 4 км, а за висотою — 20 метрів.

## Модифікації
- 3М9М1 — розширено межі ураження та підвищено рівень захищеності ГСН.[2]
- 3М9М3 — розширено межі ураження, введено можливість ведення вогню по нерухомим цілям на висотах більше 1 км і по цілях навздогін на швидкостях до 300 м/с, підвищений рівень перешкодозахисності ГСН.[2]
- 3М9М4 — дослідна модифікація для 2К12М4 «Куб-М4». Масу бойової частини було збільшено з 50 до 70 кг. Серійно не вироблялася.[3]
- 3М20М3 — імітатор повітряної цілі «Пєніє» (рос. Пение), замість бойового відсіку на ракету встановлюється тримач трасера, система самоліквідації мішені, автопілот, що забезпечує польоти по заданих траєкторіях — горизонтальні польоти, «змійка», пікірування, кабрування, балістичні траєкторії.[4]